# 琉球群島裸葉鰕虎魚
琉球群島裸葉鰕虎魚（学名：Lubricogobius dinah），为輻鰭魚綱鱸形目鰕虎亞目鰕虎科裸葉鰕虎魚屬下的一个种，為亞熱帶海水魚，分布於西太平洋琉球群島至新幾內亞海域，棲息深度10-36公尺，體長可達1.6公分，棲息在沙石底質的底層水域，以浮游生物為食，生活習性不明。